# Heinrich Gäde
Heinrich Gäde (* 19. Dezember 1898 auf Gut Rathmannsdorf; † 1. Januar 1983 in Landau in der Pfalz) war ein deutscher Generalmajor im Zweiten Weltkrieg.

## Leben
Nach dem Abitur trat Gäde während des Ersten Weltkriegs am 4. Dezember 1916 als Fahnenjunker in das Lauenburgische Feldartillerie-Regiment Nr. 45 der Preußischen Armee ein. Nach einer kurzen Grundausbildung wurde er Mitte März 1917 dem Regiment an der Westfront überwiesen. Dort avancierte er bis Anfang Dezember 1917 zum Leutnant ohne Patent. Ausgezeichnet mit beiden Klassen des Eisernen Kreuzes war er nach dem Waffenstillstand kurzzeitig Batterieführer, bis er am 6. Oktober 1919 zur Reserve entlassen wurde.
Am 1. Juli 1923 wurde Gäde als Leutnant im 2. (Preußisches) Artillerie-Regiment der Reichswehr angestellt. Nach kurzer Dienstzeit erfolgte im Oktober 1923 seine Kommandierung zum Offizierslehrgang an der Artillerieschule Jüterbog bis August 1924. Daran schlossen sich Lehrgänge für Leibesübungen in Wünsdorf 1926 und ein Ski-Lehrgang im Dezember an. Inzwischen zum Oberleutnant befördert, wurde er ab Januar 1927 als Inspektionsoffizier zur Feuerwerker-Schule, im Oktober 1927 und nochmals im Oktober 1928 zum Gasschutzlehrgang nach Berlin beordert.  Am 1. August 1930 wurde Gäde Adjutant der I. Abteilung seines Regiments. Ab 1. Oktober 1931 war er zur Führergehilfenausbildung zum Stab der 5. Division kommandiert.
Nach zwei Jahren wurde Gäde 1933 zur Verfügung des Chefs der Heeresleitung gestellt und zur noch geheimen Kriegsakademie kommandiert. Während dieser Zeit wurde er Anfang November 1933 zum Hauptmann befördert. Nach Abschluss des Lehrganges war er ab Mai 1934 Erster Generalstabsoffizier im Stab des Festungskommandantur Küstrin und ab 1. Oktober in gleicher Funktion im Stab des Grenzabschnittkommandos Küstrin bzw. ab 1. Mai 1935 im Generalstab der Kommandantur Küstrin. Danach schloss sich ein Jahr Truppendienst ab Oktober 1936 als Chef der 7. Batterie im Artillerieregiment 30 an. Während dieser Zeit wurde Gäde zum Major befördert und ab Oktober 1937 als Erster Generalstabsoffizier im Stab der Inspektion der Artillerie im Reichskriegsministerium verwendet.
Mit dem Beginn des Zweiten Weltkriegs war Gäde Erster Generalstabsoffizier der 225. Infanterie-Division, die zur Sicherung am Westwall lag. Vom 10. Dezember 1940 an war er im Dienstgrad eines Oberstleutnants Erster Generalstabsoffizier der 110. Infanterie-Division und wurde während des Überfalls auf die Sowjetunion am 3. November 1941 in Vertretung Chef des Generalstabes des XIII. Armeekorps, was er bis zum 6. Januar 1942 blieb. Zwischenzeitlich zum Oberst befördert, wurde Gäde am 27. Juni 1942 zum Chef des Deutschen Ausbildungsstabes bei der Bulgarischen Armee ernannt. Zugleich fungierte er ab dem 1. Januar 1943 als letzter Militärattaché an der deutschen Gesandtschaft in Sofia und blieb in dieser Position bis Ende September 1944. Er hatte den Oberst Hans Bruckmann als Vorgänger abgelöst. In dieser Zeit war er am Unternehmen Gertud beteiligt.
Am 1. Dezember 1943 wurde Gäde zum Generalmajor befördert und zusätzlich zur Position des Militärattaché bis Mai 1944 zum Befehlshaber der deutschen Heeresmission in Bulgarien (auch Deutscher General in Bulgarien) ernannt. Im August/September 1944, kurz vor der Auflösung der Dienststelle, war er wieder Befehlshaber der deutschen Heeresmission in Bulgarien. Ab dem 22. Dezember 1944 war er Kommandeur der 719. Infanterie-Division. In dieser Position geriet er am 18. März 1945 im heutigen Kreis St. Wendel in US-amerikanische Kriegsgefangenschaft, aus der er 1947 entlassen wurde.
Anschließend engagierte sich Gäde im Kreisverband Landau des Verbands deutscher Soldaten und wurde dort führendes Mitglied. Ende Januar 1959 bat er Bundesverteidigungsminister Franz Josef Strauß um Anerkennung als 131er. Er erhielt Versorgungsleistungen und Anspruch auf Wehrübungen. Später wurde er Ehrenvorsitzender des Kreisverbands.
Heinrich Gäde verstarb am 1. Januar 1983 in Landau in der Pfalz.